# Компьютерная регистрация телефонных переговоров
Компьютерная регистрация телефонных переговоров осуществляется специализированными программно-аппаратными комплексами. Аппаратная часть представляет собой компьютерную платформу (персональный или индустриальный компьютер) с установленными в нём адаптерами для снятия данных с телефонных линий или из эфира и периферийные устройства. Программная часть — это ОС, драйвера адаптеров, службы, база данных, приложения для доступа к данным.

## Общее назначение
Регистрация телефонных переговоров осуществляется для документирования проводных и беспроводных переговоров — звуковой информации и метаданных (номеров участников разговора, времени начала, окончания, длительности дозвона, типов звонков (входящие, исходящие и т.п.), типов каналов связи, идентификаторов каналов связи, номеров агентов и другой сопроводительной информации).

## Аппаратная часть
В качестве платформы для аппаратной части как правило используются:
- персональный или индустриальный компьютер
- проприетарные корпуса, созданные разработчиками систем записи для своих систем

Кроме того, аппаратная часть регистратора может быть частью самого телефонного оборудования — встроена в телефонные аппараты или являться возможностью телефонной станции.

Если система собрана на базе персонального или индустриального компьютера, то для съёма данных с проводных линий используются адаптеры, которые подключаются к компьютеру по одному из стандартных интерфейсов (PCI, PCIe, USB и т.п.). Адаптер проводно подключается к записываемой линии в параллель, в разрыв, терминально (как конечное устройство), в режиме сниффера (для регистрации VoIP-переговоров) или как конечное сетевое устройство, снимает данные и передаёт их в компьютер. В случае записи VoIP-переговоров иногда в качестве адаптера для снятия данных используется сетевая карта.

## Программная часть
Если в качестве аппаратной части используется компьютер, то программная часть состоит из:
- ОС
- драйверов
- баз данных
- служб
- приложений

### Функции адаптеров, драйвера и служб
Основные функции адаптеров, драйвера и служб — захват данных, анализ сигнализации, сжатие, формирование записи.

Захват данных выполняется адаптером, который адаптирован к физическим параметрам линии. Поэтому для разных типов линий (аналоговых, Е1, цифровых абонентских, VoIP и т.п.) используются разные адаптеры.

Анализ сигнализации (формирование метаданных) производится либо в адаптерах (аппаратная обработка), либо в драйвере, либо в службах.

Сжатие производится либо в адаптерах (аппаратная обработка), либо в драйвере, либо в службах. Так как процесс сжатия довольно ресурсоёмкий, то в многоканальных системах записи телефонных переговорах производители стараются переводить функции сжатия на аппаратный уровень (на адаптер).

Формирование записи осуществляется драйвером либо службами. Некоторые системы записи не пишут каждый разговор в отдельный файл, а формируют единый массив. Если каждая запись хранится в отдельном файле, то используются файлы стандартных форматов для хранения звука (wav, mp3 и т.п.) или проприетарные форматы, позволяющие хранить все метаданные о звонке.

### База данных
Информация о записях (таблица, содержащая дату и время начала, длительность, набранный номер, АОН, номер канала и т. д. о каждом разговоре) хранится в базе данных. На рынке можно найти регистраторы с базами данных на MS SQL, My SQL, Access и т.п. Некоторые производители регистраторов используют собственный формат БД.

### Приложения
Приложения используются для:
- доступа к записанным разговорам
- доступа к мониторингу текущих разговоров
- настройки системы записи

## Структура комплекса
Комплекс может состоять из одного или нескольких компьютеров, объединённых, например по TCP/IP в LAN или в WAN. Каждый компьютер будет выполнять свою роль — станция записи, АРМ, хранилище. В комплексе может быть несколько компьютеров выполняющих одну и ту же роль (например, несколько станций записи).

## Модификации систем
Комплектация системы записи подбирается индивидуально под каждую задачу. Основные вопросы, которые определяют состав системы это:
- тип используемых АТС и конфигурация телефонной сети (определяет способ подключения и сбора данных, какие модули ПО будут использоваться в комплексе)
- количество и тип записываемых линий (определяет количество и тип используемых адаптеров)
- размер корпуса СЗ, скорость работы СЗ, предельный объём данных на СЗ (определяет тип и компоненты компьютеров, используемых в качестве платформы)
- количество рабочих мест и файл-серверов (определяет количество компьютеров, на которых будет установлено ПО)

## Регистраторы разных производителей
На российском рынке известны компьютерные регистраторы телефонных переговоров:
- российских производителей: «Фантом» от Компании «МДИС»[1], «Phobos» от Компании «Вокорд», «Стелс Лайн» от Компании «Гран При», «Спрут» от Компании «Агат-РТ», «Drag-Net» от Компании «Т и Т Интернешнл», «SpRecord» от ООО «Сарапульские Системы», «CLON» от Компании «S4b Group», «Незабудка» от Компании «Центр речевых технологий», «iMemo» от Компании «Астарта», «Telest» от Компании «Телест»,
- зарубежных производителей: «NiceLog» от Компании «NICE Systems»

Некоторые АТС, например такие, как Asterisk, имеют встроенную функцию записи переговоров. Другие программные коммутаторы, такие, как РТУ, также имеют такую функцию.
Многие производители оборудования для организации телефонии, такие как Avaya, Cisco, NEC и т.п. предлагают встроенные технологии для работы со внешними системами записи, так что регистратор управляет АТС, определяя, какие каналы нужно поставить на запись и какую информацию АТС будет выдавать для регистратора.